# جراحی کودکان
جراحی کودکان یکی از تخصص‌های جراحی است که شامل جراحی جنین، نوزاد، کودکان، نوجوانان و جوانان می‌شود.